# Gisbert Wüstholz
Gisbert Wüstholz é um matemático alemão.
Obteve o doutorado na Universidade de Freiburg em 1977, orientado por Theodor Schneider.
Suas contribuições são principalmente em teoria transcendental e aproximação diofantina. Provou o teorema do subgrupo analítico, que juntamente com outros resultados compreensivos similares do mesmo tipo tem diversas aplicações na teoria dos números transcendentais. É atualmente professor do Instituto Federal de Tecnologia de Zurique.